# Selce, Lukovica
Selce so naselje v Občini Lukovica.